# Wontergem
Wontergem est une section de la ville belge de Deinze située en Région flamande dans la province de Flandre-Orientale. C'était une commune à part entière avant la fusion des communes de 1977.

## Démographie

### Évolution démographique
- Sources : INS, Rem. : 1831 jusqu'en 1970 = recensements, 1976 = nombre d'habitants au 31 décembre[2].

## Histoire
À la fin de la Première Guerre mondiale, en octobre 1918, des troupes françaises sont venues cantonner à Wontergem.

## Personnalités liées à la commune
Le coureur cycliste Marcel Buysse, qui remporta notamment six étapes du Tour de France 1913 et le Tour des Flandres 1914 et dont la carrière fut interrompue par la Première Guerre mondiale, est né à Wontergem.